# Forbach (Usa)
Der Forbach ist ein gut vier Kilometer langer Bach im Östlichen Hintertaunus im hessischen Wetteraukreis, der in der Gemarkung Butzbach unterhalb des Nollkopfs entspringt und in der Gemarkung Ober-Mörlen aus grob nordwestlicher Richtung kommend von links als Zufluss in die Usa mündet.

## Geographie

### Verlauf
Der Forbach entspringt am Waldrand (Mischwald) neben dem Bolzplatz vom Jugendgästehaus Hubertus (Kreisjugendheim Hubertus), das Anfang des 20. Jahrhunderts als Gasthaus Jagdhaus Hubertus gegründet worden ist und etwa zwei Kilometer westlich der Ortslage von Münster an der Kreisstraße 15 liegt. Von Nordwesten, von jenseits der K 15, führt ein zeitweilig Wasser führender Graben zum Quellgebiet. Seine ersten etwa 50 m legt der Forbach parallel zum südlichen Zaun des Sportplatzes zurück, bevor er in ein Rohr gefasst und in einen kleinen Teich geleitet wird. Von vermutlich zwei nördlich vom Teich gelegenen wasserwirtschaftlichen Anlagen führen weitere zwei in verschiedene Rohre gefasste Einläufe in denselben Teich. Überschüssiges Wasser wird vermutlich über einen Mönch in ein Auslassrohr abgeführt.
Der nun befreite Forbach durchquert auf etwa 50 m Länge einen Mischwald und erreicht eine etwa 1,5 km lange und lang gezogene Waldwiese, die sich bis oberhalb von Wiesental zwischen Schweinskopf im Osten und Oberberg im Westen erstreckt. Der Anfang der Wiese, etwa oberhalb von 330 m ü. NHN, hat einen weichen Boden und wird vermehrt von Pflanzen bewachsen, die für die Verdauung von Wiederkäuern weniger geeignet sind. Auf einer Strecke von etwa 500 m fließt der Forbach am Waldrand entlang in südöstlicher Richtung und biegt sodann auf die Wiese und in südsüdöstliche Richtung ab. An einem querenden Waldweg (Maibacher Weg oder Maibacher Kirchweg), der von Münster kommend nordwestlich an Schweinskopf und Oberberg vorbeiführt bis nach Maibach, wird das Gewässer auf einer Länge von etwa 75 m verrohrt, denn der Weg liegt etwa 1 m höher als die Wiese und hat seicht abfallende Flanken. Unterhalb des Maibacher Wegs weisen Spuren auf eine Nutzung als Weide hin, vermutlich durch Schafe und Ziegen (keine Trittspuren von Kühen, keine Kuhfladen, aber Kötel). In Folge der Extensivierung der Nutzung (späte bis gar keine Mahd) wachsen im unteren Teil der Wiese bereits im August blühende Herbstzeitlose, die diesen für die Nutzung durch oder für Milch gebendes Weidevieh unbrauchbar machen (Gehalt an giftigem Alkaloid Colchizin). Der Bach hat sich bis in die Nähe eines Pumpwerks zur Trinkwassergewinnung wieder in den Schutz des Waldrandes begeben und dabei sein Bett erweitert, das nun einen steinigen Charakter gewinnt. Unterhalb des Maibacher Kirchwegs dominieren Laubbäume den mit Klippen durchsetzten und teilweise steil ansteigenden Mischwald, oberhalb dominieren Nadelbäume. Die Wiese geht in Wald über, der zunächst junger Laubwald ist und dann zu Nadelwald wird. Der Forbach fließt nun in weiten Kurven durch ein eng werdendes Tal, dessen steile Hänge durchsetzt sind von teilweise trockenen Gräben und vielen Quellen, die sie abschnittsweise speisen. Die Gräben münden letztlich in den Forbach und der in einen kleinen Teich am Ortsrand von Wiesental.
Dieser vorgeschaltete Teich hat den Zweck, den darunter liegenden halbovalen Löschwasserteich vor Verschmutzung und Verfüllung durch mitgeführtes Sediment oder Schwemmgut zu bewahren. Dass die große Menge im Feuerlöschteich gehaltenen Wassers nicht anaerob wird und Gerüche und Faulgase erzeugt, wird das Forbach-Wasser über eine von Treppenstufen gesäumte raue Rampe dem Wasserspeicher zugeführt. Nach Südosten wird der Löschwasserteich von einem aufgeschütteten Damm begrenzt, der mittig einen gemauerten Überlauf enthält und am nordöstlichen Ende die Saugstelle hat. Daneben steht ein Dorfgemeinschaftshaus, mit geschottertem Parkplatz davor, in dem auch die Freiwillige Feuerwehr Wiesental untergebracht ist. Unterhalb des Damms wird der Forbach in einem geraden Graben durch eine Wiese und unter der Kreisstraße 254 hindurch in deren mit Halbschalen ausgekleideten Entwässerungsgraben auf der Ostseite geleitet (wo er im heißen Sommer 2018 versiegte). In Höhe des Tannenwegs, von dem der den Etzbach begleitende Wellbodenweg abzweigt, löst sich der Forbach von der Straße und mündet, mehrere Arme bildend, in den Etzbach, der damit zum Forbach wird.
Nach etwa 100 Metern mündet von links der Bach von der Gemarkung Hilbertsborn. Er entspringt einer feuchten abgesperrten Stelle auf einer Pferdekoppel ⊙. In einem Bogen durchfließt er eine Wiese, auf der er von einer Steinbrücke überbrückt wird. Am Waldrand ⊙, wo sich der Eichberg erhebt, vereinigt er sich mit dem Abfluss aus dem Wasserwerk ⊙ am Ortsrand von Wiesental. Der Bach folgt dem Waldrand am Fuß des Bergs.
Diese ebene Terrasse südöstlich der Ortslage und westlich des Eichbergs, eine als Pferdekoppel genutzte Wiese, erhielt 2018 einen kleinen Teich. Den südlichen Wiesenrand bildet ein Auwald aus Erlen. In seine Lehmschicht gräbt sich der Forbach mäandrierend teilweise tief ein. Mit der Mündung des Bachs vom Hilbertsborn folgt auch der Forbach dem Fuß des Eichbergs im Waldrand. Etwa bei km 1,5 wird der Bach an einem rechten Prallhang angezapft, um den Anfang 2020 entschlammten Fischteich Junkernsee mit Wasser zu versorgen. Unterhalb dieses Teichs existierte ein heute verfüllter und teilweise als Streuobstfläche genutzter Fischteich, dessen Damm noch steht. Auf dessen Höhe mündet von links ein zeitweise Wasser führender Bach von fast dem Gipfel des 276 Meter hohen Eichbergs. Unterhalb dessen Mündung hatte der Forbach eine stark erodierende Wirkung, begünstigt durch erhöhtes Gefälle, so dass sein Meter tief eingeschnittenes Bett mit Wagenladungen Basaltgestein verfüllt und befestigt wurde. Etwa bei km 0,9 befindet sich eine weitere Zapfstelle für einen Karpfenteich (es zeigen sich zahlreiche rote Karpfen) unterhalb des Forsthauses Wiesental. Der Forbach wird südwestlich um den Teich geführt.
Mit Verlassen des Waldrands erreicht er die Bornwiesen, unterquert die K 254 und durchquert die Gemarkung Beim Ziegenberger Brunnen. Hier mündet von links in einer Runse ein zeitweise Wasser führender Bach aus Nordosten. Am rechten Ufer ist das eingezäunten ehemalige Bundeswehrgelände, eine Hinterlassenschaft aus der Nazizeit, das von einem fast 150 Meter langen Gebäude mit teilweise eingebrochenem Dach und oberbayerisch anmutenden Balkonen geprägt wird. Im Bachlauf befindet sich eine Einrichtung zum Anstauen. Der Forbach folgt nun in einem steinigen Bett, von Erlen und anderen Bäumen gesäumt, der steilen Schlossstraße oder K 254 hinab nach Ziegenberg, am rechten Ufer vom Zaun des ehemaligen BW-Areals mit der Weimerwiese eingegrenzt. Etwa bei km 0,35, unterhalb der Mündung von rechts eines alten Abflusses oder einer alten Dränage von der Wiese, steht im Bach eine von der Bundeswehr errichtete Fischtreppe. Etwa 25 Meter darunter beginnt eine fast hundert Meter lange Verrohrung, mit der die Straße in spitzem Winkel unterquert wird. Am Nordrand begann der Ort mit einer Mühle, wodurch der Forbach ostwärts von der Straße weg gelenkt wurde. Im bebauten Ortsrand fließt er noch 200 Meter und gelangt zur Ortsdurchfahrt der Bundesstraße 275, die er unterquert.
Der Forbach mündet zu Füßen des Schlosses Ziegenberg, keine 20 Meter nach Unterqueren der B 275, am südwestlichen Ortsrand des Ober-Mörler Ortsteils Langenhain-Ziegenberg in die Usa.

### Zuflüsse
- Etzbach (rechts)

### Flusssystem Usa
- Fließgewässer im Flusssystem Usa

### Orte
Der Forbach fließt durch folgende Ortschaften:
- Butzbach-Wiesental
- Ober-Mörlen-Langenhain-Ziegenberg